# 煤溪 (科羅拉多州圓石縣)
煤溪（英語：Coal Creek）是位於美國科羅拉多州圓石縣的一個人口普查指定地區。

## 地理
煤溪的座標為39°54′32″N 105°23′12″W / 39.90889°N 105.38667°W，而該地最高點為海拔高度2621米（即8599英尺）。

## 人口
根據2010年美國人口普查的數據，煤溪的面積為24.4平方千米，均為陸地。當地共有人口2400人，而人口密度為每平方千米98人。